# Zwölf Stühle (1970)
Zwölf Stühle ist eine Komödie von Mel Brooks, die in der Sowjetunion des Jahres 1927 spielt.
Mel Brooks’ zweiter Film basiert auf dem satirischen Roman Zwölf Stühle der beiden sowjetischen Schriftsteller Ilja Ilf und Jewgeni Petrow.

## Handlung
Der Film greift auf die historische Situation in der Sowjetunion nach der Oktoberrevolution zurück, in der viele Adelige ihr Hab und Gut verloren und ihre Häuser räumen mussten. Die letzte Angehörige einer solchen Adelsfamilie erzählt ihrem Schwiegersohn Ippolit am Sterbebett, dass in der Esszimmergarnitur Schmuck mit Diamanten, Smaragden und Rubinen versteckt sei. Sie habe diese Gegenstände während der Revolution in einen der Stühle eingenäht, um einen Teil ihres Vermögens zu retten. Der Schwiegersohn wittert eine Chance, sein finanzielles Auskommen zu sichern, und begibt sich auf die Suche nach den zwölf Stühlen.
Zuvor wurde von der Sterbenden allerdings auch der orthodoxe Priester Fyodor in ihr Geheimnis eingeweiht. Er kommt auf die gleiche Idee wie Ippolit und macht sich auch auf, die Stühle zu suchen. Bei seiner Suche trifft Ippolit auf den Bettler und Hausierer Ostap Bender und auf den alten Diener Tikon, die er auch über den Schatz informiert. Somit gehen mehrere Personen auf die Suche nach diesem Schatz.
Die Reise um die Stühle führt beide Gruppen quer durch die Sowjetunion, denn die Stühle, die sich eigentlich in einem Museum befinden sollten, werden abgeholt, als Ippolit und Ostap sie durchsuchen wollen. Nachdem die beiden im Staatsamt für Möbel herausfinden wollen, wo die Stühle hingeliefert wurden, versuchen sie den gierigen Priester loszuwerden. Das gelingt ihnen durch eine List: Ostap gibt sich als Beamter des Möbelamtes aus und erzählt dem Priester, die Stühle seien nach Sibirien transportiert worden.
Tatsächlich wurden die Stühle jedoch über ganze Sowjetunion verteilt, sodass jeder Stuhl einzeln gefunden und durchsucht werden muss. Die Habgierigen haben jedoch kein Glück und keiner der bisher gefundenen Stühle ist der Gesuchte.
Als nur noch zwei Stühle übrig sind, kehrt der Priester zurück aus Sibirien und erkennt, dass er einer List zum Opfer fiel und den falschen Stühlen gefolgt war. Er vermag seinen Konkurrenten den eben gefundenen, vorletzten Stuhl zu entreißen und mit diesem auf einen Berg flüchten. Dieser ist jedoch auch nicht der gesuchte Stuhl, sodass nur noch der letzte der gesuchte Stuhl sein kann. Diesen entdecken Ippolit und Ostap in einem neu gegründeten Haus für Arbeiter der Bahngesellschaft.
Als in diesem Stuhl auch kein Schatz zu finden ist, erfahren sie die schockierende Wahrheit: Der dort gefundene Stuhl ist zwar der richtige, allerdings hatte man den Schmuck bereits durch Zufall entdeckt und das neue Haus mit dem Erlös aus dem Schmuckverkauf finanziert.

## Unterschiede zwischen Verfilmung und Romanvorlage
Der Film orientiert sich sehr lose an der Romanvorlage. Zum Beispiel bettelt Ostap Bender im Film, während er sich das Geld im Roman ergaunert.
Außerdem wird nicht gezeigt, dass Ostap, nachdem er von dem Schatz erfahren hat, mit Ippolit einen Vertrag abschließt, um sich einen Teil der Beute zu sichern. Die beiden entscheiden sich für das Teilungsverhältnis 40:60.
Ein weiterer Unterschied ist, dass im Möbelamt die Adressen der Stühle gegen Bezahlung von 70 Rubeln durch einen richtigen Beamten vergeben werden. Nachdem er die Adressen in der Tasche und die Quittung erhalten hat, trickst Ostap den Beamten aus. Als der Priester die Adressen holen will, werden 100 Rubel im Voraus verlangt.
Im Film sind elf Stühle im Museum. Eigentlich sind es jedoch nur zehn Stühle. Ein Stuhl ist bei einer Witwe, die Ostap als Heiratsschwindler geheiratet hat, um an den Stuhl zu kommen. Nachdem die Diamanten im Stuhl nicht gefunden werden, kommt es im Buch zu einer spontanen Scheidung. Die Witwe kommt im Film nicht vor. Die zehn übrigen Stühle sind laut Buch nicht im Museum auffindbar. Diese wurden auf einer Auktion verkauft. Sie wurden erst zusammen, dann einzeln versteigert. Alle Kunden, mit Ausnahme des Theaters, wurden im Film entfernt.
Im Theater wurde kein Schauspieler gesucht, wie im Film, sondern ein Maler, der krank wurde. Bender hat die Stelle angenommen, wurde aber wegen schlechter Arbeit vom Schiff geworfen.
Auch das Schachturnier in Wasjuki, wo sich Bender als „Schachgroßmeister Bender“ Geld ergaunert, wurde herausgelassen.
Figuren wie Sewitzki, der im Film die Stühle dem Duo verkauft, kommen im Roman gar nicht vor. Es existiert im Roman jedoch eine ähnliche Figur, Monteur Menshikov, der ebenfalls, wie Sewitzki im Film, im Theater arbeitet und später dem Duo die Stühle verkauft.
Als Vater Fjodor seine Stühle kaufen will, fährt er erst nach Irkutsk und dann nach Jalta. Dort kauft er die Stühle für 230 Rubel und nicht für 105 wie im Film.
Auch die Bettelszene war ganz anders. Im Buch verkaufte Bender Tickets für einen eigentlich kostenlosen Ausstellungsort. Worobjaninow musste im Park betteln in französisch (Monsieurs! Je n’ai mangé pas six jours (Meine Herren! Ich habe seit sechs Tagen nichts gegessen)), deutsch (Geben Sie mir bitte ein paar Kopeeken für ein Stück Brot (Originaltext aus dem Buch)) und russisch (Подайте что нибуть на пропитание бывшему депутату государственной думы (Geben Sie bitte einem ehemaligen Abgeordneten der Duma etwas zum Leben)). Im Film stellte Worobjaninow einen epilepsiekranken Menschen dar, während Bender über das angebliche Schicksal von Worobjaninow den Menschen erzählte, in Bezug auf Dostojewski.
Ein weiterer Fakt ist, dass Ostap und Ippolit in Moskau in einem Zimmer übernachten, das ihnen ein Freund zur Verfügung gestellt hat.
Der Hauptunterschied zwischen Buch und Film ist jedoch, dass am Ende Ostap Bender von Worobjaninow umgebracht wurde, damit er den Schatz nicht teilen muss. Im Film bleibt er am Leben.

## Kritiken
„Mel Brooks Version der schon mehrfach verfilmten russischen Satire kombiniert lustvoll zitierte Hollywoodklischees vom Mütterchen Rußland mit jüdischem Wortwitz und anarchistischen Slapstickeinlagen.“